# Coptocercus rugicollis
Coptocercus rugicollis là một loài bọ cánh cứng trong họ Cerambycidae.